# تاریخ لیبرالیسم

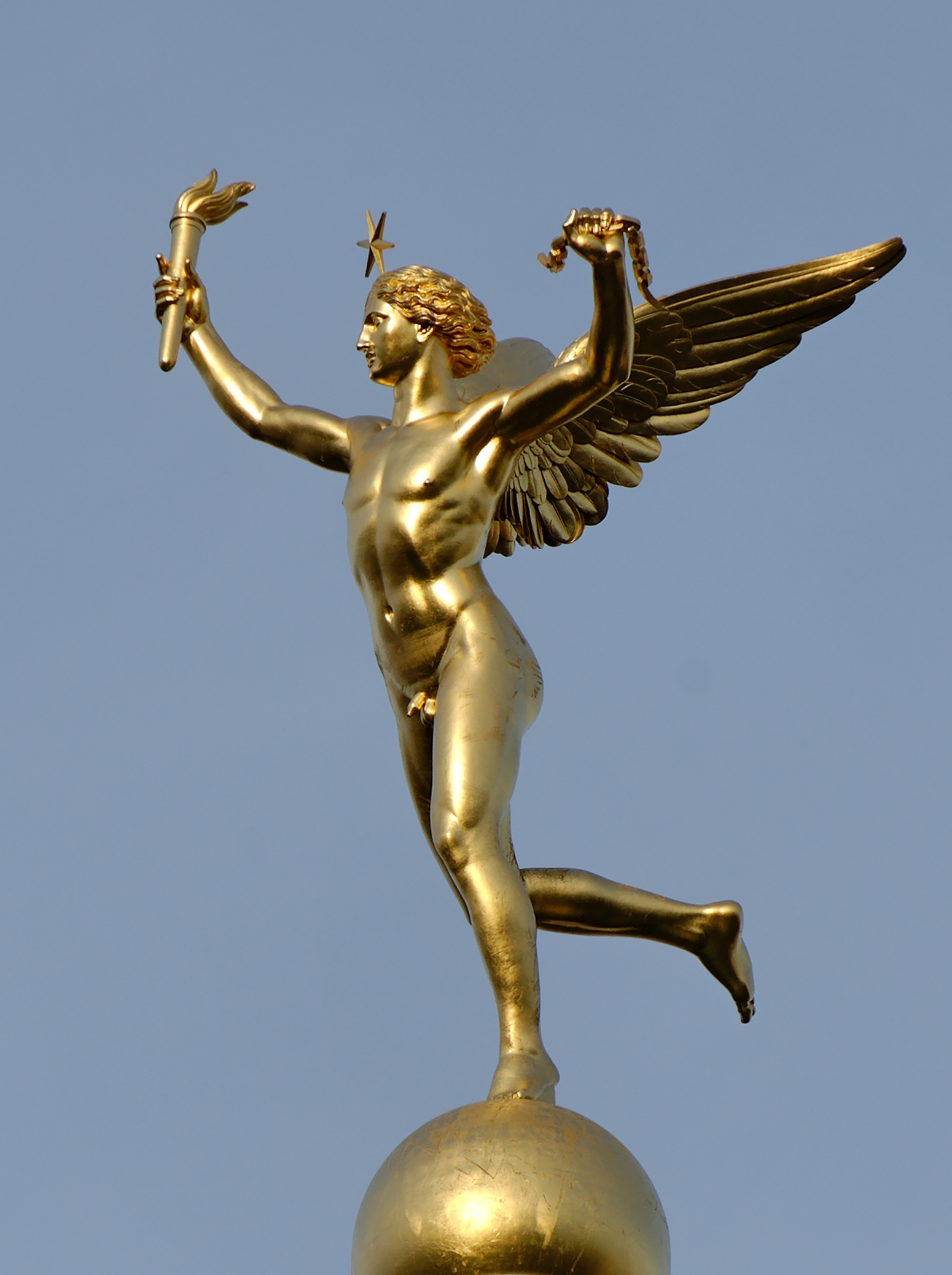
تصویر مجسمه نماد لیبرالیسم یعنی باور به آزادی و حقوق برابر است

لیبرالیسم باور به آزادی و حقوق برابر است که عموماً با متفکرانی چون جان لاک و شارل دو مونتسکیو هم پیوند دانسته می‌شود. لیبرالیسم به عنوان یک جنبش سیاسی در بخش بزرگی از چهار قرن اخیر ادامه داشته، گرچه استفاده از واژهٔ لیبرالیسم در اشاره به یک آموزه سیاسی مشخص پیش از قرن نوزدهم اتفاق نیفتاده بود. انقلاب باشکوه ۱۶۸۸ در انگلستان توسعه دولت لیبرال مدرن را با محدودسازی قدرت پادشاه با  مشروطیت، صحه گذاشتن بر تفوق پارلمان، تصویب اعلامیه حقوق و ایجاد اصل 'مجوز حکومت شدگان' پی ریزی کرد. اعلامیه استقلال ایالات متحده آمریکا در سال ۱۷۷۶ این جمهوری نوپا را بر مبنای اصول لیبرال بدون موانع آریستوکراسی موروثی بنیاد نهاد؛ اعلامیه اعلام کرد که «همه انسان‌ها برابر آفریده شده‌اند و آفرینندهٔ آنها حقوق تخطی ناپذیر معینی، که از جملهٔ آنها، زندگی، آزادی و جستجوی سعادت است را به آنها اعطا کرده است،» که یادآور عبارت «زندگی، آزادی و مالکیت» لاک بود. چند سال بعد، انقلاب فرانسه آریستوکراسی موروثی را با شعار «آزادی، برابری و برادری» سرنگون کرد و نخستین دولت در تاریخ شد که حق رای همگانی را به مردان اعطا کرد. اعلامیه حقوق انسان و شهروند، نخستین بار تصویب شده در ۱۷۸۹ در فرانسه، از اسناد بنیادین لیبرالیسم و حقوق بشر است.